# Orient (Maine)
Orient – miasto w Stanach Zjednoczonych, w stanie Maine, w hrabstwie Aroostook.